# Pseudocisto pancreático
Pseudocisto pancreático é uma coleção de fluido rico em enzimas pancreáticas, sangue e tecido necrótico, envolvido por uma cápsula fibrosa e tecido de granulação, normalmente localizado no omento menor. Geralmente são uma complicação que aparece algumas semanas após uma pancreatite, mas em crianças freqüentemente ocorrem após um traumatismo abdominal. Os pseudocistos pancreáticos representam aproximadamente 75% de todas as massas pancreáticas.

## Sinais
Nenhum dos sinais e sintomas é específico de pseudocisto pancreático. Pode haver desconforto abdominal, febre e indigestão. Também pode haver febre, falta de apetite e pele amarelada (icterícia). Cistos grandes podem ser palpáveis e sensíveis. Sua ruptura pode causar peritonite e em caso de estar infectado pode causar sepse.

## Causas
Pseudocisto pancreático pode ocorrer devido a uma variedade de razões entre elas:
- Pancreatite
- neoplasia pancreática e/ou
- Trauma.

## Fisiopatologia
Pseudo-cisto pancreático são chamados de falsos cistos, porque eles não têm um revestimento epitelial. A parede do pseudocisto é vascular e fibrosa, encapsulada na área em torno do pâncreas. Pancreatite ou trauma abdominal podem causar a sua formação.
Geralmente o tratamento depende do mecanismo que o causou. Um pseudocisto leva até 6 semanas para se formar completamente. Pancreatite aguda ou crônica podem causar pseudocistos.
O diagnóstico confirmatório de pseudocisto pancreático é baseado na análise do fluido do cisto.
- Antígeno carcino-embriônico (CEA) e o CEA-125 (é baixo em pseudo-cisto e elevado em tumores);
- Viscosidade do fluido (baixa em pseudo-cisto e elevada em tumores);
- Amilase (alta em pseudocisto e baixa em tumores)

As mais úteis ferramentas de imagem:
- A ultrassonografia[9]: O papel da ultra-sonografia na imagem o pâncreas é limitado se o paciente é obeso, se falta experiência no operador e se o estômago está dilatado e obscurece o pâncreas.
- Tomografia computadorizada[10]: Este é o padrão ouro para avaliação inicial e para o seguimento.
- Colangiopancreatografia por ressonância magnética (CPRM): para estabelecer a relação do pseudocisto do pâncreas com os condutos biliares, apesar de não ser rotineiramente usado[11]

## Tratamento
O tratamento deve ser destinada a evitar qualquer complicação como ruptura ou infecção. Os pseudocistos maiores têm uma maior probabilidade de complicar e necessitar cirurgia. Se não houver sinais de infecção presente, o tratamento inicial pode incluir medidas conservadoras, tais como jejum (NPO), nutrição parenteral (NPT) e observação. Níveis séricos de amilase e lipase podem ser avaliados regularmente. Se os sintomas não melhorarem em 6 semanas a intervenção cirúrgica pode ser apropriada.
- Cistogastrostomia: este procedimento cirúrgico cria uma ligação entre a parte de trás da parede do estômago e o cisto de tal forma que o cisto drena para o estômago.[13]
- Cistojejunostomia: neste procedimento é criada uma ligação entre o cisto e o intestino delgado, para que o fluido do cisto drene para o jejuno.[14]
- Cistoduodenostomia: neste procedimento é criada uma ligação entre o duodeno (primeira parte do intestino) e o cisto para permitir a drenagem do fluido do pseudocisto no duodeno.[15]  O tipo de procedimento cirúrgico depende da localização do cisto. Para o pseudocisto que ocorre na cabeça do pâncreas, uma cistoduodenostomia geralmente é realizada.
- [16]

Outras técnicas incluem a drenagem com cateter percutâneo, em caso de infecção, mas possui elevada recorrência.

## Complicações
Complicações do pseudocisto pancreático incluem infecção, hemorragia, obstrução e ruptura. A obstrução pode causar compressão do tubo gastrointestinal desde o estômago até o cólon ou dos conductos biliares ou de artérias e veias.